# シャルルヴィル＝メジエール
シャルルヴィル＝メジエール（Charleville-Mézières）は、フランス北部、ムーズ川河畔に位置するコミューンで、アルデンヌ県の県庁所在地である。

## 概要
シャルルヴィルは1606年にヌベール公シャルル・ド・ゴンザーグによって、建設が開始された。建設当時は神聖ローマ帝国に属するマントヴァ公国の分家筋であるアルシュ公国に属し、フランスとは独立した主権を持っていた。シャルルヴィルの開発はアンシャン・レジーム期に免税措置と武器産業によって軌道に乗ったが、フランス革命後の一連の戦乱によって人口が減少し、アルデンヌ県が設置された際にはライバル関係にあったメジエールに県庁が置かれた。1858年に郊外に鉄道が敷設されると経済の中心はムーズ川から駅へと遷移し、メジエールと統合された都市圏を形成していった。
現在のシャルルヴィル＝メジエール市は、1966年に合併によって設置された。合併したコミューンは、シャルルヴィル、エティオン、メジエール（当時のアルデンヌ県県庁所在地）、モオン、モンシィ＝サン＝ピエールである。この合併と別に、1965年にメジエールとル・トゥの合併が行われている。
近隣市を併せると人口約6万5千人、シャルルヴィル＝メジエール都市圏としては約10万人の人口を有する。
この町で世界最大規模の世界人形劇場フェスティバルが、3年ごとに開催されている。

## 産業
金属産業、機械産業、食品加工が主な産業である。

## 姉妹都市
- マントヴァ、イタリア
- ヌヴェール、フランス
- トロサ、スペイン
- ハラール、エチオピア
- 長野県飯田市、日本
- ノルドハウゼン、ドイツ
- デュルメン、ドイツ
- エウシュキルヒェン、ドイツ

## 出身有名人
- アルチュール・ランボー：詩人（シャルルヴィル出身）。
- フレデリク・ルクレール：ミュージシャン

## ギャラリー

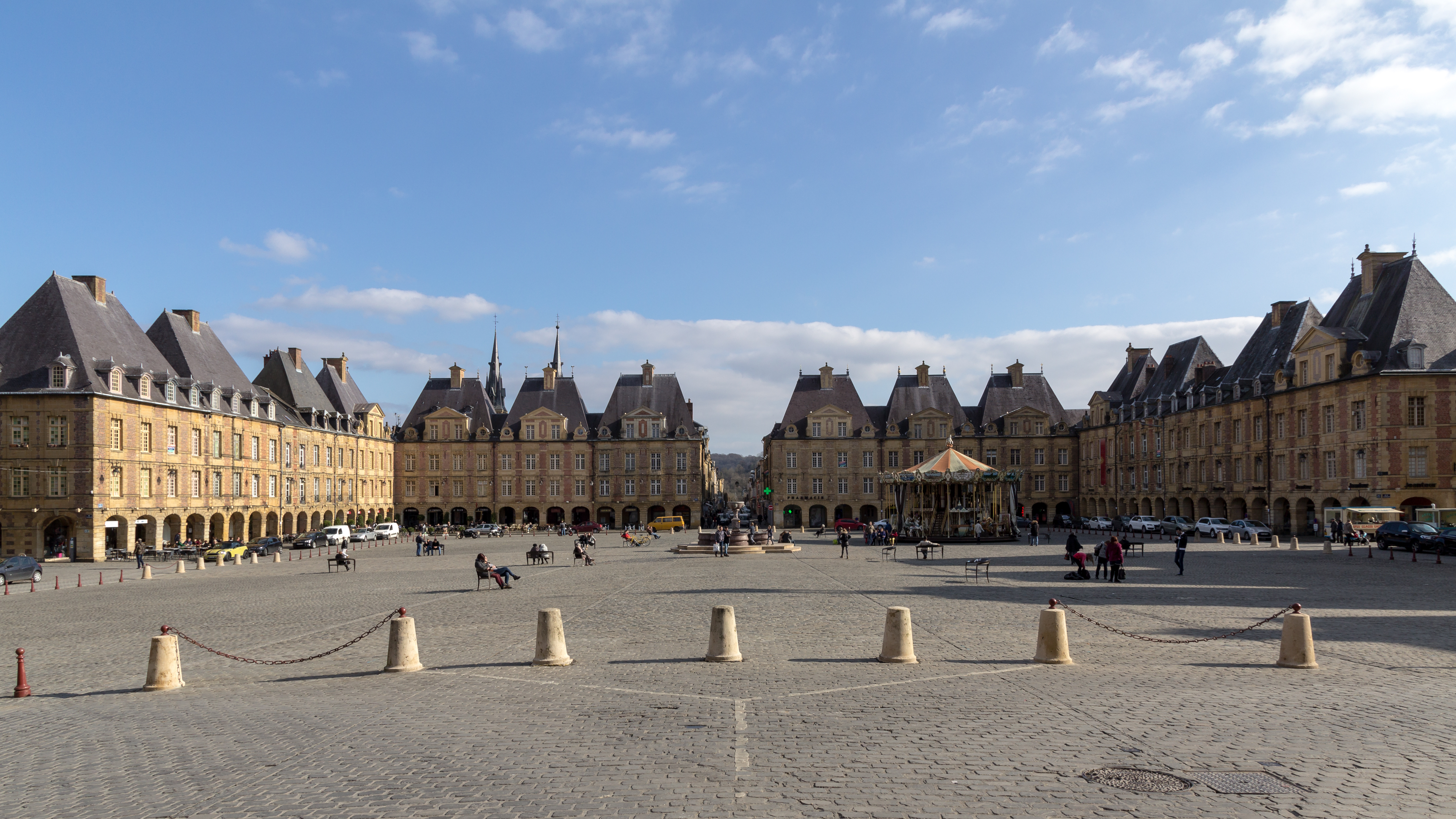
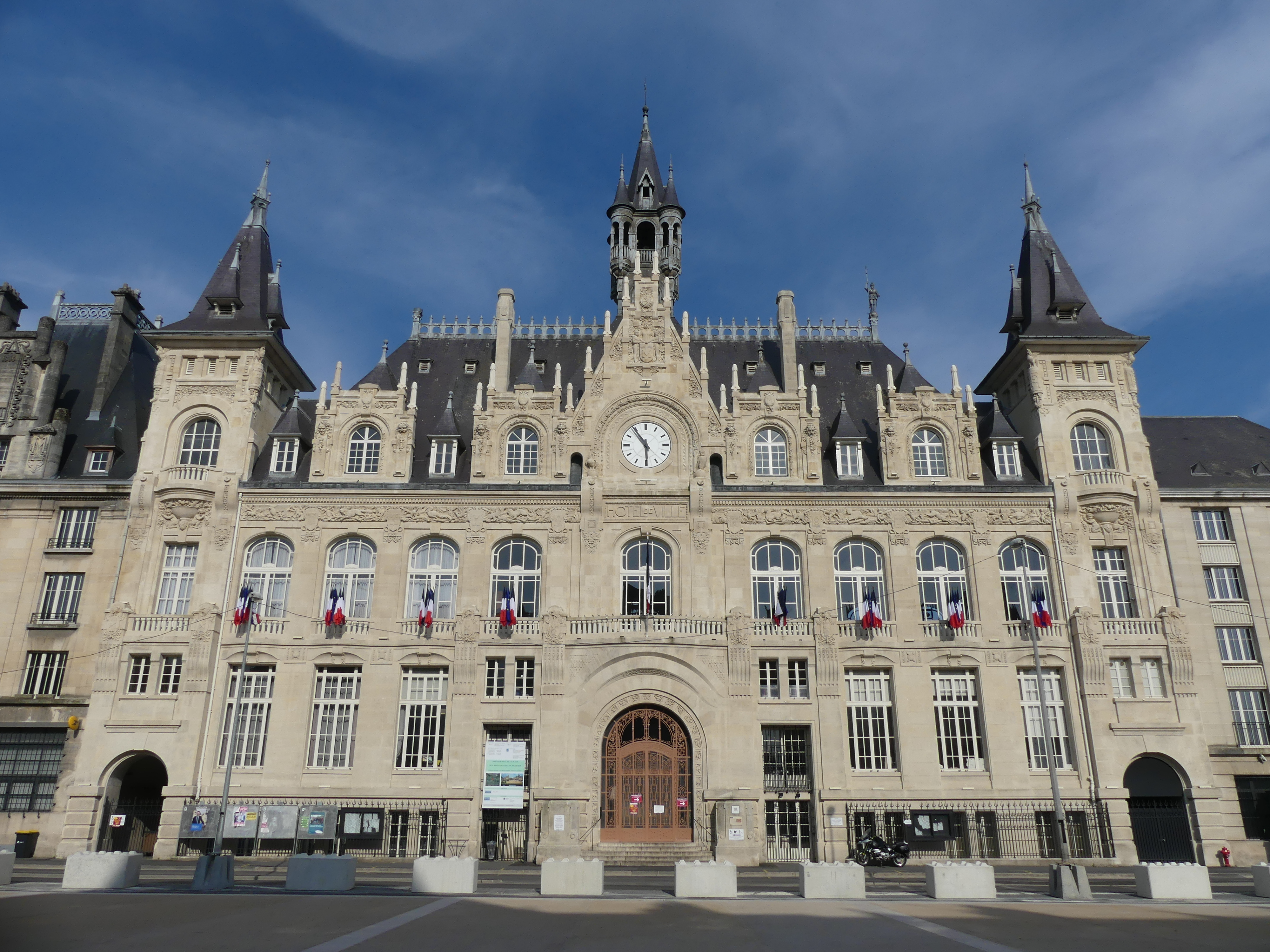
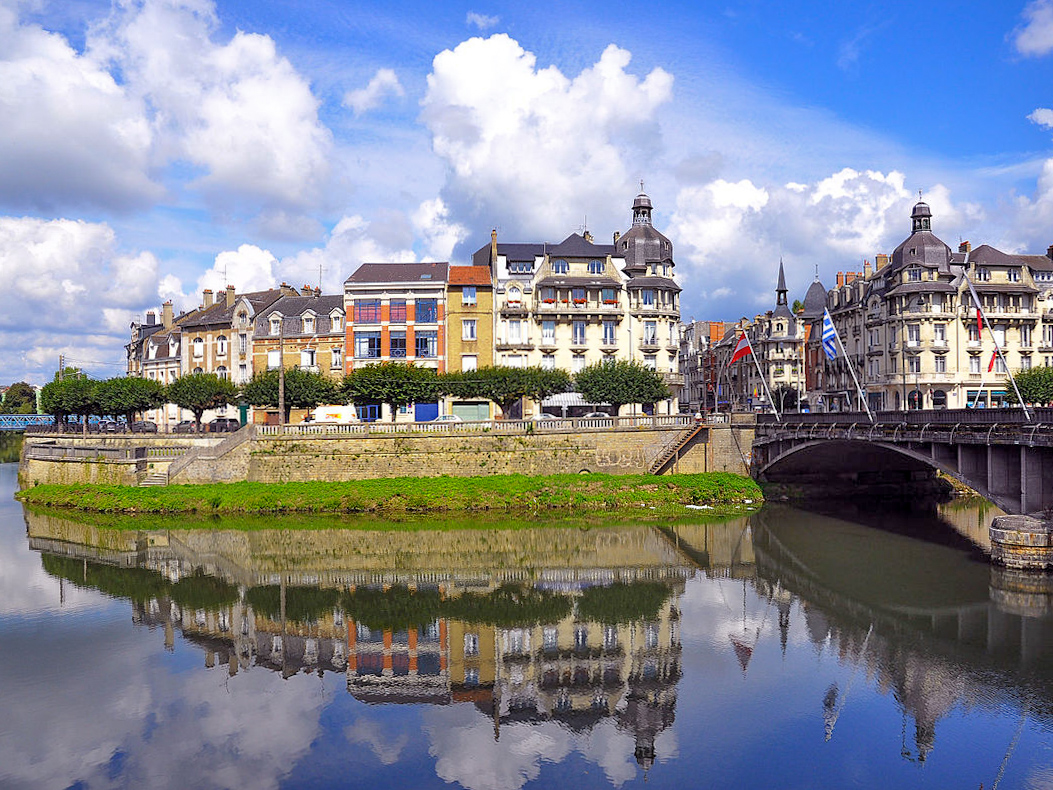
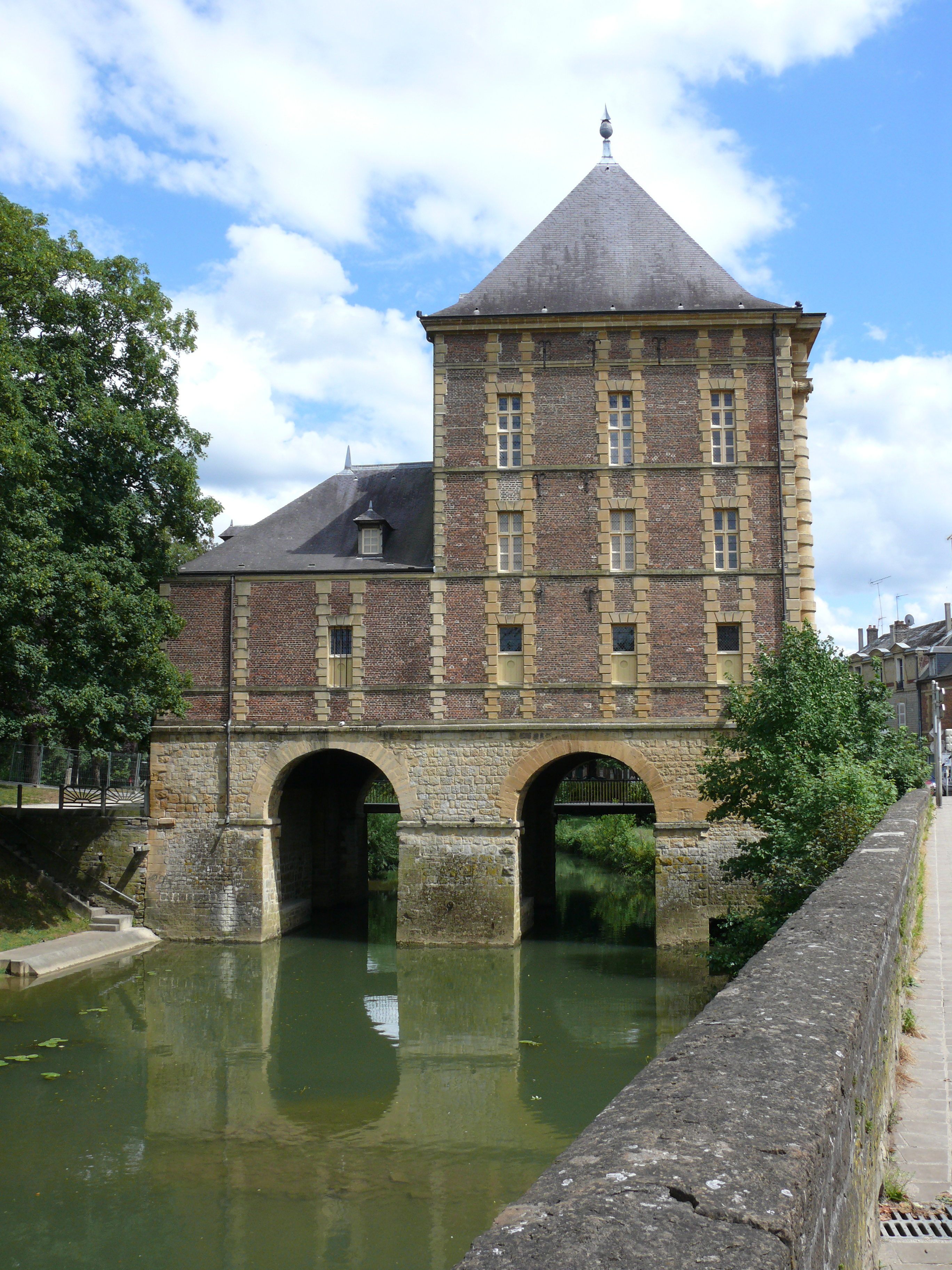
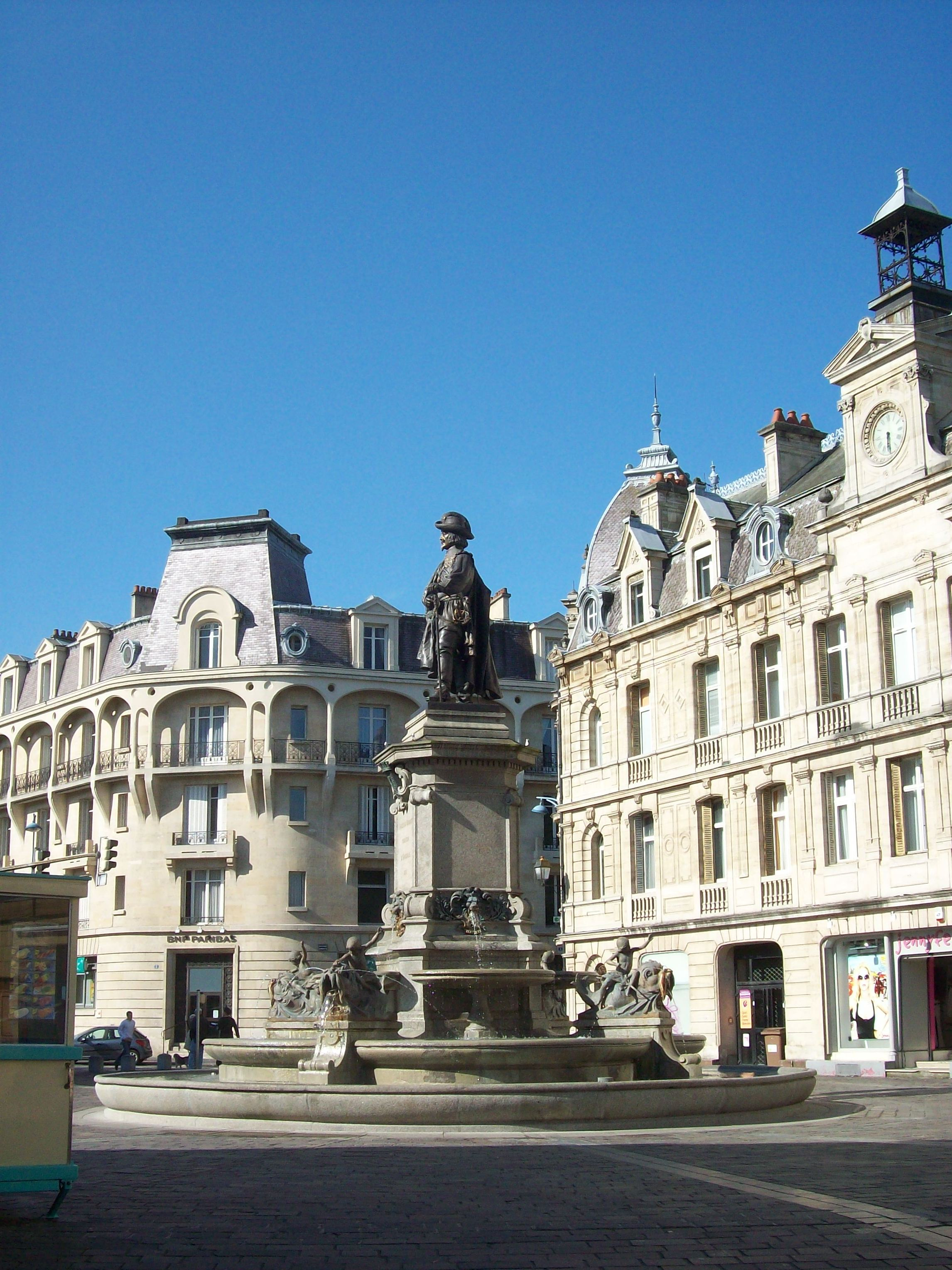
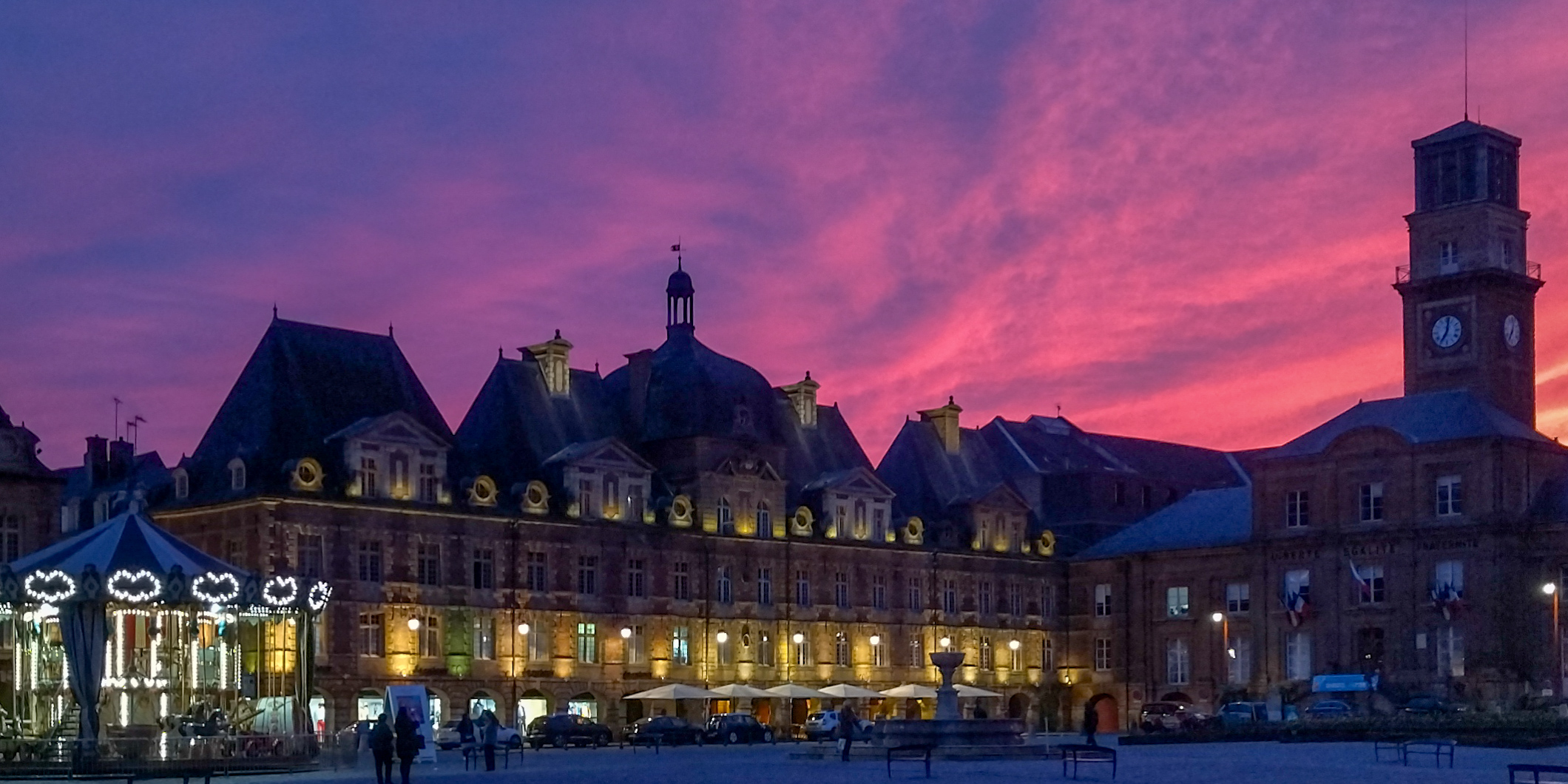
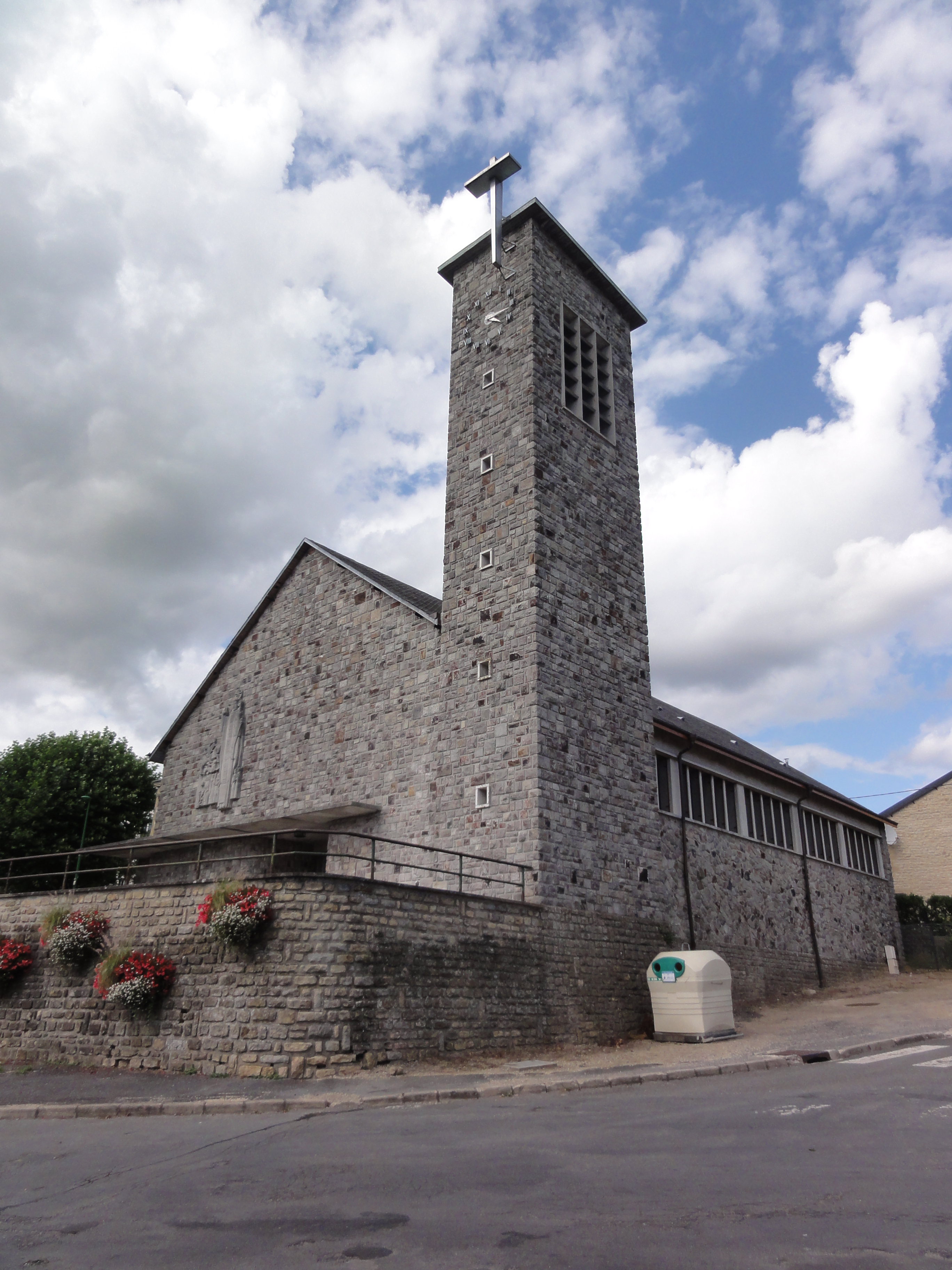
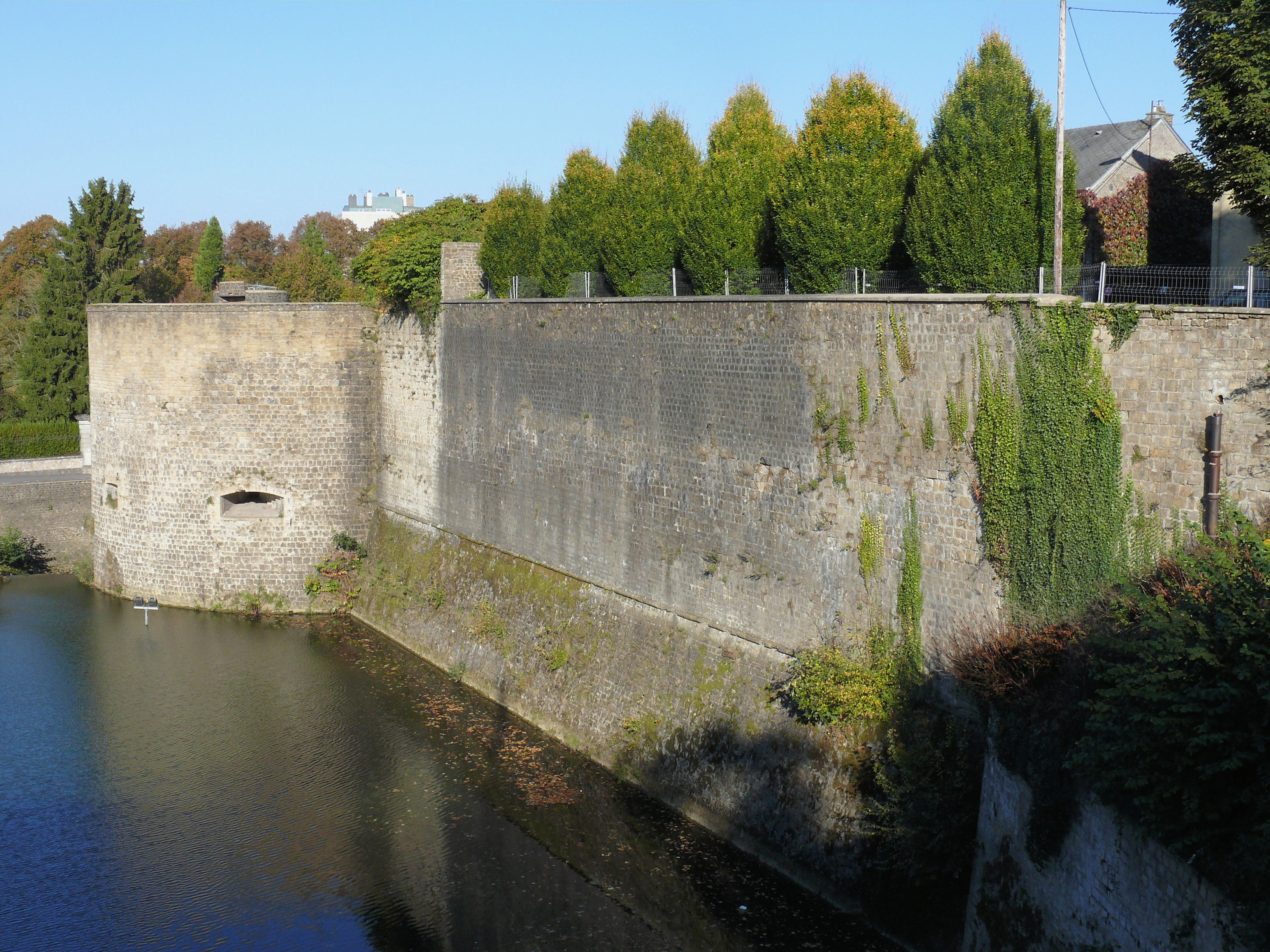